# 짐크로 법

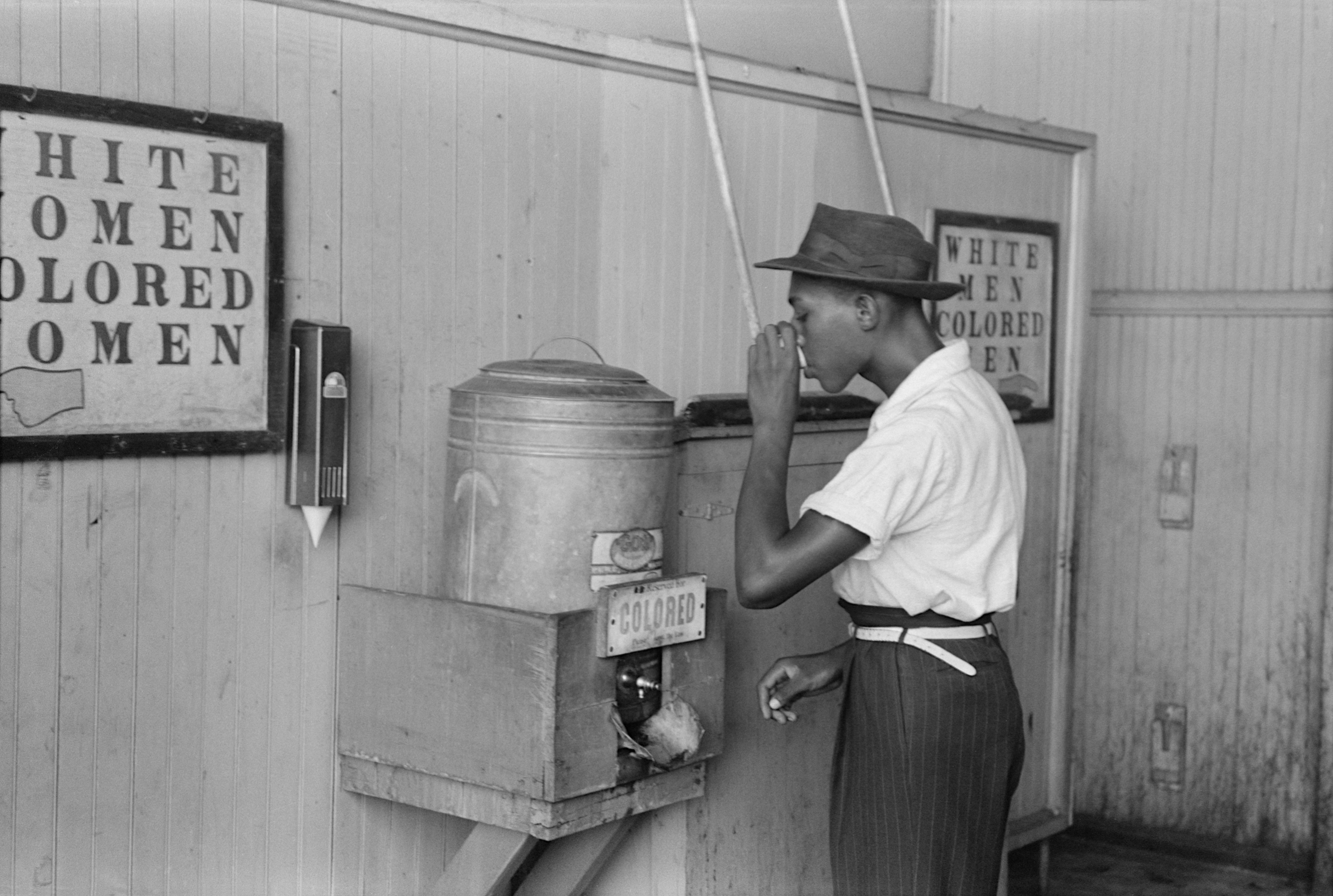
유색인종 전용 음료수장 (1950년경)

짐크로 법(영어: Jim Crow laws)은 1876년부터 1965년까지 시행됐던 미국의 주법이다. 이 법들은 옛날 남부 연맹에 있는 모든 공공기관에서 합법적으로 인종간 분리하도록 했으며, 미국의 흑인들이 “분리되어 있지만 평등하다.”는 사회적 지위를 갖게 했다. 인종분리로 흑인들은 백인들보다 경제적 지원, 주거지 등에서 열등한 대우를 받았으며 이것은 경제, 교육, 사회 등에서의 불평등을 낳았다. 합법적인 분리는 주로 미국 남부에서 이루어졌지만 사실상 몇 년 동안 북부에서도 불공평한 조합 업무를 포함한 강제적인 집 계약, 대출관행, 그리고 직업 차별대우 등 인종차별이 존재했다. 짐 크로 법의 예를 들자면 공립학교, 공공장소, 대중교통에서의 인종 분리, 화장실, 식당, 식수대에서의 백인과 흑인 격리 등이 있다. 미국 군대에서도 백인과 흑인은 분리됐다. 이 짐 크로 법들은 그 이전에 미국 흑인의 인권과 자유를 제한했던 19세기의 흑인단속법과는 관련이 없다. 연방대법원에서 공립학교에서의 차별은 위헌이라는 판결을 내린 1954년, 〈브라운 대 토피카 교육위원회 재판〉 사건은 결정적으로 짐 크로 법의 폐지를 가속했다. 그 후, 남아있었던 짐 크로 법은 1964년 민권법과 1965년 선거권법으로 인해 효력을 상실했다.

## 개요

### 어원
‘짐크로 법’이라는 말은 예전에도 사용한 적이 있지만, 미국 영어 사전에는 1904년에 처음 등장했다. '짐 크로'라는 이름은 백인이 흑인으로 분장하고 뮤직 코미디를 한 민스트럴 쇼(Minstrel Show)의 1828년 히트곡 ‘점프 짐 크로’(Jump Jim Crow)에서 유래한다. 영국에서 이민 온 코미디언 토머스 다트머스 대디 라이스(Thomas Dartmouth "Daddy"Rice)가 연기를 하면서 인기를 얻었으며, 얼굴을 검게 칠하고 흑인으로 분장한 블랙 페이스로 인기를 끌며 전국에 전파되었다. 짐 크로는 시골의 초라한 흑인을 희화화한 캐릭터이며, 치장한 도시의 흑인인 집 쿤(Zip Coon)과 동시에 민스트럴 쇼의 단골 캐릭터가 되었다. 1838년 ‘짐 크로’는 ‘니그로’(검둥이)를 뜻하는 경멸적인 표현이 되었고 흑인을 겨냥한 인종 분리 정책이 19세기에 시행되었을 때 그것들은 ‘짐 크로 법’ 이라고 불렸다.

### 법률
1837년 경 짐 크로는 ‘흑인 격리’를 가리키는 말로도 쓰이게 되었다. 이 법들은 모든 공공기관에서 인종간 분리하도록 의무화했으며, 미국의 흑인들이 "분리되어 있지만 평등하다."(separate but equal)는 사회적 지위를 갖도록 했다. 하지만 현실에서 흑인들은 백인에 비해 열등한 대우를 받았으며 경제, 교육, 사회의 다양한 측면에서 불평등을 낳았다.

## 배경
남북 전쟁 후 남북 통합기(1865)에 북부에서는 공화당이 노예제 폐지를 내걸고 있었다. 그러나 민주당이 장악하던 전통적인 남부 11주는 반대로 ‘노예제 유지’를 여전히 원하고 있었다. 이 충돌의 근원에 남부 11개 주가 선수를 쳐 흑인 노예 시스템을 정당화하는 듯한 《흑인 단속법》(Black Code)을 제정했다. 당시 산업 발전이 시작되었던 북부 도시(디트로이트, 시카고 등)와는 달리 남부에서는 흑인 노동력에 의한 농업이 여전히 경제의 기초였다. 그 때문에 "흑인이 백인과 평등해서는 곤란하다"는 것이 남부 경제를 지탱하는 유력한 백인 농장주들의 본심이었다. 이 《흑인단속법》이 〈짐 크로우 법〉의 초석이 된 것이다.
흑인단속법은 1866년 〈투표권법〉에 의해 폐지되었지만, 남부 재건이 끝난 후 연방 정부의 간섭을 덜 받게 된 가운데, 남부 주에서 연이어 〈짐 크로우 법〉이 제정되었다. 공립학교와 공공장소 대중교통에서의 흑인들에 대한 차별이 합법화되었으며, 흑인들의 자유와 투표권 등 기본권에 대한 제재가 이어졌다.

## 경과
1896년 루이지애나주에서 호머 플래시는 열차의 백인차량에 탑승한 뒤 이동하기를 거부했고, 이렇게 시작된 플레시 대 퍼거슨 사건은 연방 대법원까지 가는 공방을 벌였고, 1896년 5월 18일 연방 대법원은 미국의 흑백 분리 정책의 근간이 된 "분리하되, 평등하면"(separate but equal) 합헌이라는 판결을 받게 된다.

## 결과
곳곳에서 다양한 인종차별 법에 대한 위헌 판결이 있었지만, 연방대법원에서 공립학교에서의 차별은 위헌이라는 판결을 내린 1954년 5월 17일 브라운 대 토피카 교육위원회 재판 사건은 결정적으로 짐 크로우 법의 폐지를 가속했다.
1964년 7월 2일, 린든 존슨 행정부는 〈시민권법〉(Civil Rights Act)을 제정하여, 남부 각 주의 짐 크로우 법은 즉시 폐지되었다. 대부분의 짐크로 법들은 〈1964년 시민권법〉과 〈1965년 투표권법〉으로 인해 효력을 상실했다.

## 같이 보기
- 로자 파크스

## 참고 자료
- The History of Jim Crow, Ronald L. F. Davis – A series of essays on the history of Jim Crow. Error in 웹아카이브 template: 비어있는 url.
  - Creating Jim Crow– Origins of the term and system of laws.
  - Racial Etiquette: The Racial Customs and Rules of Racial Behavior in Jim Crow America– The basics of Jim Crow etiquette.
- "You Don't Have to Ride Jim Crow!"PBS documentary on first Freedom Ride, in 1947.
- List of laws enacted in various states
- Ferris University page about Jim Crow
- Voices on Antisemitism Interview with David Pilgrim, founder of Jim Crow Museum from the US Holocaust Memorial Museum
- Jim Crow Era, History in the Key of Jazz 보관됨 2016-03-30 - 웨이백 머신, Gerald Early, 워싱턴 대학교, St. Louis, Missouri (esp. see section "Jim Crow is Born")